# Многочлен над конечным полем
Многочленом {\displaystyle f(x)} над конечным полем {\displaystyle \mathbb {F} _{q}} называется формальная сумма вида
{\displaystyle f(x)=f_{0}+f_{1}x+\ldots +f_{m}x^{m},\quad f_{i}\in \mathbb {F} _{q},\quad f_{m}\neq 0.}
Здесь {\displaystyle m} — целое неотрицательное число, называемое степенью многочлена {\displaystyle f(x)}, а {\displaystyle x^{k},k\in \mathbb {N} _{0}} — элементы алгебры над {\displaystyle \mathbb {F} _{q},} умножение которых задаётся правилами:
{\displaystyle x^{k}\cdot x^{m}=x^{k+m},}
{\displaystyle x^{0}\equiv 1.}
Такое определение позволяет умножать многочлены формально, не заботясь о том, что разные степени одного и того же элемента конечного поля могут совпадать.
Любую функцию над конечным полем можно задать с помощью некоторого многочлена (например, интерполяционного многочлена Лагранжа).

## Связанные определения
- Число {\displaystyle m\geqslant 0} называется степенью полинома и обозначается как {\displaystyle \deg(f(x))}[2].
- Если {\displaystyle f_{m}=1}, то полином называется нормированным (приведённым)[2]. Полином всегда можно нормировать делением его на коэффициент {\displaystyle f_{m}} при старшей степени.
- Сумма и произведение полиномов определены обычным образом, а операции с коэффициентами осуществляются в поле {\displaystyle \mathbb {F} _{q}}.
- Для двух полиномов {\displaystyle f(x)} и {\displaystyle h(x)\neq 0} всегда найдутся полиномы {\displaystyle t(x)} и {\displaystyle r(x)} над полем {\displaystyle \mathbb {F} _{q}}, что будет выполняться соотношение
{\displaystyle f(x)=t(x)h(x)+r(x).}
  - Если степень {\displaystyle r(x)} строго меньше степени {\displaystyle h(x)}, то такое соотношение называется представлением полинома {\displaystyle f(x)} в виде частного и остатка от деления {\displaystyle f(x)} на {\displaystyle h(x)}, причем такое представление единственно[3]. Ясно, что {\displaystyle f(x)-r(x)} делится без остатка на {\displaystyle h(x)}, что записывается как {\displaystyle f(x)\equiv r(x){\pmod {h(x)}}}[4].
  - Если {\displaystyle r(x)=0}, то полином {\displaystyle h(x)} называется делителем полинома {\displaystyle f(x)}[5].
- Полином является неприводимым над полем {\displaystyle \mathbb {F} _{q}}, если он не имеет нетривиальных делителей (степени большей 0 и меньшей {\displaystyle \deg(f(x))})[5][6].
- Расширением поля {\displaystyle GF(q)} называется множество {\displaystyle F[x]_{/(p(x))}} классов вычетов по модулю неприводимого многочлена {\displaystyle p(x)} над полем {\displaystyle GF(q)}[6].
- Минимальным многочленом (минимальной функцией) для элемента {\displaystyle \beta } из расширенного поля называется такой нормированный многочлен {\displaystyle m(x)} над {\displaystyle GF(q)} минимальной степени, что {\displaystyle m(\beta )=0}[7][8].
- Корнем многочлена называется всякий элемент поля, значение этого многочлена на котором равно нулю.
- Сопряженными называются элементы поля, являющиеся корнями одного и того же неприводимого многочлена[9].

## Корни многочлена
Полином степени m имеет ровно m корней (с учётом кратности), принадлежащих некоторому расширенному полю {\displaystyle \mathbb {F} _{Q},\quad \mathbb {F} _{q}\subseteq \mathbb {F} _{Q}}. Если {\displaystyle q=p^{s}}, где {\displaystyle p} — простое, то {\displaystyle Q=p^{S},\;S\geqslant s}. Исходя из свойств конечных полей, любой элемент поля {\displaystyle \mathbb {F} _{Q}} является корнем двучлена {\displaystyle x^{Q}-x}:
{\displaystyle x^{Q}-x=\prod _{\alpha \in \mathbb {F} _{Q}}{(x-\alpha )}}
Таким образом, корни многочлена {\displaystyle f(x)} также являются корнями двучлена {\displaystyle x^{Q}-x}.
Справедливы теорема Безу и следствия из неё:
| Остаток от деления {\displaystyle f(x)} на {\displaystyle (x-a)} равен {\displaystyle f(a)}. |

| Если {\displaystyle x_{0}} — корень {\displaystyle f(x)}, то {\displaystyle (x-x_{0})} делит {\displaystyle f(x)}. |

| Если {\displaystyle x_{1},\;\ldots ,\;x_{m}} суть корни {\displaystyle f(x)}, то {\displaystyle f(x)=a(x-x_{1})(x-x_{2})\ldots (x-x_{m}).} |

Также справедливы следующие теоремы:
| Теорема 1. Если {\displaystyle x_{0}} — корень {\displaystyle f(x)}, то {\displaystyle x_{0}^{q}} — тоже корень {\displaystyle f(x)}. |

| Теорема 2. Сопряженные элементы поля Галуа имеют один и тот же порядок. |

## Циклотомический класс
Следствием Теоремы 1 может быть тот факт, что, если {\displaystyle \alpha \in \mathbb {F} _{Q}} — корень полинома {\displaystyle f(x)} над полем {\displaystyle \mathbb {F} _{q}}, то и {\displaystyle \alpha ^{q},\;\alpha ^{q^{2}},\;\alpha ^{q^{3}},\;\ldots \in \mathbb {F} _{Q}} являются его корнями.
Определение: циклотомическим классом над полем {\displaystyle \mathbb {F} _{q},\;q=p^{s}}, порождённым некоторым элементом {\displaystyle \alpha \in \mathbb {F} _{Q},\;Q=p^{S}} называется множество всех различных элементов {\displaystyle \mathbb {F} _{Q}}, являющихся {\displaystyle q}-ми степенями {\displaystyle \alpha }.
Если {\displaystyle \alpha } — примитивный элемент (такой элемент, что {\displaystyle \alpha ^{Q-1}=1} и {\displaystyle \alpha ^{k}\neq 1} при {\displaystyle 0<k<Q-1}) поля {\displaystyle \mathbb {F} _{Q},\;Q=q^{m}}, то циклотомический класс {\displaystyle C=\{\alpha ,\;\alpha ^{q},\;\alpha ^{q^{2}},\;\ldots ,\;\alpha ^{q^{m-1}}\}} над полем {\displaystyle \mathbb {F} _{q}} будет иметь ровно {\displaystyle m} элементов.
Следует отметить, что любой элемент из циклотомического класса может порождать этот и только этот класс, а, следовательно, и принадлежать только ему.

### Примеры циклотомических классов
Пример 1. Пусть {\displaystyle q=2}, {\displaystyle Q=2^{3}=8} и {\displaystyle \alpha } — примитивный элемент поля {\displaystyle \mathbb {F} _{8}}, то есть {\displaystyle \alpha ^{7}=1} и {\displaystyle \alpha ^{i}\neq 1} при {\displaystyle i<7}. Учитывая также, что {\displaystyle \alpha ^{8}=\alpha }, можно получить разложение всех ненулевых элементов поля {\displaystyle \mathbb {F} _{8}} на три циклотомических класса над полем {\displaystyle \mathbb {F} _{2}}:
{\displaystyle {\begin{matrix}\{1\},\\\{\alpha ,\;\alpha ^{2},\;\alpha ^{4}\},\\\{\alpha ^{3},\;\alpha ^{6},\;\alpha ^{5}\}.\end{matrix}}}
Пример 2. Аналогично можно построить классы на поле {\displaystyle \mathbb {F} _{16}} над полем {\displaystyle \mathbb {F} _{4}}, то есть {\displaystyle q=4,\;Q=q^{2}=16}. Пусть {\displaystyle \alpha } — примитивный элемент поля {\displaystyle \mathbb {F} _{16}}, значит {\displaystyle \alpha ^{15}=1,\;\alpha ^{16}=\alpha }.
{\displaystyle {\begin{matrix}\{1\},\\\{\alpha ,\;\alpha ^{4}\},\;\{\alpha ^{2},\;\alpha ^{8}\},\\\{\alpha ^{3},\;\alpha ^{12}\},\;\{\alpha ^{5}\},\;\{\alpha ^{10}\},\\\{\alpha ^{6},\;\alpha ^{9}\},\;\{\alpha ^{7},\;\alpha ^{13}\},\\\{\alpha ^{11},\;\alpha ^{14}\}.\end{matrix}}}

### Связь с корнями полиномов
Следующая Теорема устанавливает связь между циклотомическими классами и разложением полинома {\displaystyle x^{Q-1}-1} на неприводимые полиномы над полем {\displaystyle \mathbb {F} _{q}}.
| Теорема 3. Пусть {\displaystyle \alpha ,\;\alpha ^{q},\;\alpha ^{q^{2}},\;\ldots ,\;\alpha ^{q^{m-1}}} циклотомический класс, порожденный элементом {\displaystyle \alpha \in \mathbb {F} _{q^{l}}} и полином {\displaystyle f(x)=f_{0}+f_{1}x+f_{2}x^{2}+\ldots +f_{m-1}x^{m-1}+x^{m}} имеет в качестве своих корней элементы этого циклотомического класса, то есть {\displaystyle f(x)=(x-\alpha )(x-\alpha ^{q})\ldots (x-\alpha ^{q^{m-1}}).} Тогда коэффициенты {\displaystyle f_{0},\;f_{1},\;\ldots ,\;f_{m-1}} полинома {\displaystyle f(x)} лежат в поле {\displaystyle \mathbb {F} _{q}}, а сам полином является неприводимым над этим полем. |

Можно установить такое следствие из Теоремы 3. Из свойства конечных полей, говорящего о том, что все ненулевые элементы поля {\displaystyle \mathbb {F} _{Q}} являются корнями многочлена {\displaystyle x^{Q-1}-1}, можно заключить, что многочлен {\displaystyle x^{Q-1}-1} можно разложить на неприводимые над полем {\displaystyle \mathbb {F} _{q}} многочлены {\displaystyle f_{0}(x),\;f_{1}(x),\;\ldots ,\;f_{d}}, каждый из которых соответствует своему циклотомическому классу.

## Виды многочленов

### Примитивные многочлены
| Определение. Порядок корней неприводимого многочлена называется показателем, к которому этот многочлен принадлежит. Неприводимый многочлен называется примитивным, если все его корни являются порождающими элементами мультипликативной группы поля. |

Все корни примитивного многочлена имеют порядок, равный порядку мультипликативной группы расширенного поля {\displaystyle \mathbb {F} _{Q}}, то есть {\displaystyle Q-1}.

### Круговые многочлены
Пусть {\displaystyle \alpha } есть порождающий элемент мультипликативной группы поля {\displaystyle GF(q^{m})}, и её порядок равен {\displaystyle n=q^{m}-1}, то есть {\displaystyle \alpha ^{q^{m}-1}=1}. Пусть все элементы порядка {\displaystyle d} являются корнями многочлена {\displaystyle \psi _{d}(x),\;n\,\vdots \,d}. Тогда такой многочлен называется круговым и верно равенство:
{\displaystyle x^{q^{m}-1}-1=\prod _{d\,\mid \,q^{m}-1}\psi _{d}(x)}

### Многочлены Жегалкина
Среди многочленов над конечными полями особо выделяют многочлены Жегалкина. Они представляют собой полиномы многих переменных над полем {\displaystyle GF(2)}.
{\displaystyle f(x_{1},\;x_{2},\;\ldots ,\;x_{N})=a+\sum _{1\leqslant i\leqslant N}a_{i}x_{i}+\sum _{1\leqslant i<j\leqslant N}a_{i,j}x_{i}x_{j}+\sum _{1\leqslant i<j<k\leqslant N}a_{i,\;j,\;k}x_{i}x_{j}x_{k}+\ldots +a_{1,\;2,\;\ldots ,\;N}x_{1}x_{2}\ldots x_{N}}
С помощью такого полинома можно задать любую булеву функцию {\displaystyle f(x_{1},\;x_{2},\;\ldots ,\;x_{N})}, причем единственным образом.

## Применение
Существует множество алгоритмов, использующих многочлены над конечными полями и кольцами.
- Алгоритм Евклида
- Алгоритм Берлекэмпа
- Алгоритм Берлекэмпа — Мэсси
- Метод Берлекэмпа
- Код Боуза — Чоудхури — Хоквингема
- Код Рида — Соломона
- CRC
- Тест Агравала — Каяла — Саксены
- Схема разделения секрета Шамира

Также многочлены над конечными полями используются в современном помехоустойчивом кодировании (для описания циклических кодов и для декодирования кода Рида — Соломона с помощью алгоритма Евклида), генераторах псевдослучайных чисел (реализуются при помощи регистров сдвига), поточном шифровании и алгоритмах проверки целостности данных.